# 1922 en Suisse
Chronologie de la Suisse
- 1918
- 1919
- 1920
- 1921
- 1922
- 1923
- 1924
- 1925
- 1926

Chronologie de la Suisse
1921 en Suisse - 1922 en Suisse - 1923 en Suisse

## Gouvernement au1erjanvier 1922
- Conseil fédéral[1]:
  - Robert Haab PRD, président de la Confédération
  - Karl Scheurer PRD, vice-président de la Confédération
  - Ernest Chuard PRD
  - Jean-Marie Musy PDC
  - Heinrich Häberlin PRD
  - Giuseppe Motta PDC
  - Edmund Schulthess PRD

## Événements

### Janvier
Dimanche 1er janvier 
- La ligne ferroviaire du Seetalbahn, entre Emmenbrücke (LU) et Lenzbourg (AG) est reprise par les CFF.

 Samedi 7 janvier 
- Fin d’une exceptionnelle période de sécheresse au Tessin, où il n’est tombé que 12 mm d’eau par mètre carré depuis le mois de septembre 1921.

 Mardi 17 janvier 
- Chutes de neige record à Genève. La couche de neige fraîche atteint 35 centimètres.

 Vendredi 20 janvier 
- A Zurich, les représentants diplomatiques de la France, de l'Italie et du Royaume-Uni annoncent pour prévenir toute tentative de restauration de la monarchie des Habsbourg l'internement sur l'Île de Madère de l'empereur Charles Ier et de l'impératrice Zita, actuellement en exil en Suisse.

 Dimanche 29 janvier 
- Championnats du monde de patinage artistique pour les dames et les couples à Davos (GR).

### Février
Dimanche 19 février 
- Selon la presse suisse, on recense actuellement 145 761 chômeurs, dont 20 000 ne bénéficient d’aucun soutien financier.

### Mars
Jeudi 23 mars 
- Le premier train suisse de secours aux affamés russes quitte Bâle, emportant différents aliments.

### Avril
Dimanche 2 avril 
- Décès à Herisau (AR), à l’âge de 38 ans, du psychiatre Hermann Rorschach, auteur du test portant son nom.

 Dimanche 9 avril 
- Décès à Zollikon (ZH), à l’âge de 67 ans, du chimiste Traugott Sandmeyer.

 Mardi 18 avril 
- Lors de la Conférence internationale sur l'espéranto, qui se déroule au Palais des Nations de Genève, les participants demandent que cette langue soit mise au service de la construction européenne.

### Mai
Samedi 2 mai 
- Inauguration du vélodrome de la Pontaise à Lausanne.

 Dimanche 7 mai 
- Inauguration du vélodrome de Plan-les-Ouates (GE).

 Mercredi 10 mai 
- Première à Zurich de Venus, opéra d’Othmar Schoeck.

 Lundi 15 mai 
- Mise en service de vols aériens réguliers entre Genève et Nuremberg (Allemagne, assurés par des avions de type Junkers F 13 de la compagnie Ad Astra.

 Dimanche 21 mai 
- Inauguration officielle de l'aéroport de Genève-Cointrin.

### Juin
Dimanche 11 juin 
- Votations fédérales. Le peuple rejette, par 347 988 non (84,1 %) contre 65 828 oui (15,9 %) et par 258 881 non (61,9 %) contre 159 200 oui (38,1 %), l’Initiative populaire « Acquisition de la nationalité suisse Expulsion d'étrangers » divisée en deux objets sur décision du Parlement.
- Votations fédérales. Le peuple rejette, par 257 469 non (61,6 %) contre 160 181 oui (38,4 %), l’Initiative populaire « Éligibilité des fonctionnaires fédéraux au Conseil national ».

 Vendredi 30 juin 
- Le Conseil national alloue un crédit de 5 millions de francs en faveur de la Société fiduciaire d’aide à l’hôtellerie.

### Juillet
Samedi 1er juillet 
- La fusion des syndicats du bois et du bâtiment donne naissance à la Fédération ouvrière du bois et du bâtiment (FOBB).

### Août
Mardi 1er août 
- Le Conseil fédéral décide de consacrer le produit de la vente des cartes postales du 1er août à la Bibliothèque pour tous.

### Septembre
Dimanche 24 septembre 
- Votations fédérales. Le peuple rejette, par 376 832 non (55,4 %) contre 303 794 oui (44,6 %), le projet de modification du code pénal fédéral en ce qui concerne les crimes et délits contre l'ordre constitutionnel et la sûreté intérieure, et introduisant le sursis à l'exécution de la peine.

 Mercredi 27 septembre 
- Décès à Neuchâtel, à l’âge de 72 ans, de l’écrivain Philippe Godet.

 Samedi 30 septembre 
- Mise en service d’un premier émetteur de radio, au Champ-de-l’Air, à Lausanne. Elle est destinée à fournir des prévisions météorologiques.

### Octobre
Samedi 14 octobre 
- Adoption de la loi fédérale réglant la correspondance télégraphique et téléphonique. Cette loi établit le monopole de la Confédération sur les installations techniques de transmission y compris celles de la radiodiffusion.

 Lundi 16 octobre 
- Ouverture à l'exploitation de la deuxième galerie du tunnel ferroviaire du Simplon (VS).

 Jeudi 26 octobre 
- Mise en service de l'émetteur du Champ de l'Air à Lausanne : longueur d'onde 1 080 m avec 400 W. Ce jour-là un "concert est diffusé par surprise à l'occasion de l'inauguration de l'émetteur SIF du Champ de l'Air. La radiodiffusion suisse naissait à Lausanne, cette dernière devenant ainsi la première ville de Suisse, la quatrième d'Europe à émettre. Le programme avait été préparé par R. Pièce et c’est ainsi que la cantatrice Mme Rouilly pourrait bien avoir été la première à se produire sur les ondes en Suisse.

 Dimanche 29 octobre 
- Elections au Conseil national. L’augmentation de 189 à 198 conseillers nationaux profite au groupe socialiste, qui gagne 5 sièges, au groupe des paysans, artisans et bourgeois qui en gagne 4 et au groupe conservateur-catholique qui en gagne 3.
- Décès à Paradiso (TI), à l’âge de 88 ans du peintre Antonio Barzaghi-Cattaneo.

### Novembre
Jeudi 2 novembre 
- Décès à Lausanne, à l’âge de 79 ans, de l’architecte Louis Bezencenet.

 Jeudi 16 novembre 
- Décès à Genève, à l’âge de 64 ans, du journaliste Louis Courthion

 Vendredi 17 novembre 
- Décès à La Tour-de-Peilz. À l’âge de 75 ans, de l’ancien conseiller fédéral Robert Comtesse.

 Lundi 20 novembre 
- Ouverture à Lausanne de la Conférence sur l’Orient.

### Décembre
Dimanche 3 décembre 
- Votations fédérales. Le peuple rejette, par 736 952 non (87,0 %) contre 109 702 oui (13,0 %), l’Initiative populaire « Prélèvement d'un impôt unique sur la fortune » demandant le prélèvement d'un impôt unique sur la fortune. Le taux de participation de 86.3 % constitue un record absolu.

 Samedi 9 décembre 
- Inauguration du Pont de Pérolles, qui relie Fribourg à Marly.

 Vendredi 15 décembre 
- Décès à Morges, à l’âge de 70 ans, du graveur et collectionneur Alexis Forel.

 Vendredi 22 décembre 
- Inauguration d’Helvetia, une statue en bronze érigée à Berne par l’Union télégraphique internationale.

 Dimanche 24 décembre 
- Décès à Arlesheim (BL), à l’âge de 84 ans, de l’ancien conseiller fédéral Emil Frey.

 Dimanche 31 décembre 
- Un incendie criminel détruit le Goetheanum, à Dornach (SO), construit selon les plans et les idées de Rudolf Steiner.